# 안드리 루이스 아우베스 산투스
안드리 루이스 아우베스 산투스 (André Luíz Alves Santos, 1970년 12월 9일 ~ )는 흔히 안드레(Andre)라는 이름으로 알려져 있는 브라질의 전 축구 선수로, 포지션은 미드필더다.

## 클럽 경력
2000년 2월 이적료 50만 달러(계약금 4만 달러 포함)를 기록하며 대한민국 K리그 클럽인 안양 LG 치타스 (현 FC 서울)로 이적하였다. 2000년부터 2002년까지 3시즌간 활약하였으며 2000년 K리그 우승에 일조하였으며, K리그 도움상을 수상하였다.

## 지도자 경력

### 대구 FC
2015년에 대구 FC의 코치로 부임한 그는 2017시즌 수석코치를 맡고 있던 도중 손현준 감독이 성적 부진으로 사임하자 감독 대행을 맡았으며, 대구 FC의 K리그 클래식 잔류를 이끈 공로로 2017년 11월 정식 감독으로 승격했다.
정식 감독으로 승격하면서 K리그 최초 K리그 외국인 선수 출신 감독 1호가 되었다.
2018년 초반에는 다소 부진하면서 한때 경질설까지 있었지만 시즌 중반 반등하면서 순위를 올려간 끝에 K리그1 잔류에 성공하였으며 FA컵 우승을 차지하면서 대구 구단 역사상 최초의 우승 타이틀을 선사했으며, 사상 처음으로 AFC 챔피언스 리그에 진출하게 되었다.
2019년 디펜딩 챔피언 전북 현대와의 리그 개막전에서 선취골을 기록하며 1:1 무승부를 기록하며 선전하였고, 멜버른 빅토리와의 사상 첫 ACL 경기에서는 3:1 역전승을 거두며 기분 좋은 시작을 알렸다.

### 알하젬 FC
2020시즌을 앞두고 사우디아라비아의 알하젬 FC의 감독으로 부임했다. 하지만 2부 리그 강등으로 구단과의 계약을 해지했다.

## 수상 내역

### 선수
안양 LG 치타스
- K리그1

● 우승 (1): 2000
● 준우승 (1): 2001
● 4위 (1): 2002
- 리그컵

● 3위 (2): 2000아, 2002
- 슈퍼컵

● 우승 (1): 2001

### 코치
대구 FC
- K리그2

● 준우승 (1): 2016
● 3위 (1): 2015

### 감독
대구 FC
- FA컵

● 우승 (1): 2018

### 개인
- K리그 도움상 (1회): 2000
- K리그 베스트 11 (2회) : 2000, 2002
- 리그컵 도움상 (1회): 2002
- FA컵 감독상 (1회): 2018